# León Mavropapás
León Mavropapás (en griego: Λέων Μαυροπαπάς) fue un señor bizantino del siglo XIII en el Despotado de Morea, y señor de la misma ciudad de Mistra.
Era pariente de Corcóndilo, señor de la Gran Arájova, quien en 1296 encabezó una rebelión de los habitantes de Eskorta contra los francos del Principado de Acaya. En estas acciones, León Mavropapás lo apoyó activamente.
Participó en la rebelión como comandante de un cuerpo de cien mercenarios turcos, que anteriormente estaban al servicio del emperador bizantino. Mavropapás logró capturar el castillo de San Jorge de Eskorta de manos de los francos, y este permaneció en poder de los bizantinos hasta el año 1302.